# Elezioni parlamentari in Togo del 2018
Le elezioni parlamentari in Togo del 2018 si tennero il 20 dicembre per il rinnovo dell'Assemblea nazionale.

## Risultati
| Liste                                                 | Voti      | % | Seggi |
| ----------------------------------------------------- | --------- | - | ----- |
| Unione per la Repubblica                              |           |   | 59    |
| Unione delle Forze per il Cambiamento                 |           |   | 6     |
| Movimento Patriottico per la Democrazia e lo Sviluppo |           |   | 3     |
| Nuovo Impegno Togolese                                |           |   | 3     |
| Partito Democratico Panafricano                       |           |   | 1     |
| Movimento dei Repubblicani Centristi                  |           |   | 1     |
| Convergenza Patriottica Panafricana                   |           |   | -     |
| Altri                                                 |           |   | -     |
| Indipendenti                                          |           |   | 18    |
| Totale                                                | 1.751.110 |   | 91    |